# David Engel (tenis)
David Engel (Gotemburgo, 17 de octubre de 1967) es un ex tenista profesional de Suecia.

## Carrera
Engel participó en el cuadro individual de cinco Grand Slams y avanzó dos veces a la segunda ronda. Derrotó a Marcio Rincon en la primera ronda del Abierto de Estados Unidos en 1990, antes de perder ante John McEnroe y también ganó en su siguiente evento de Grand Slam, el Abierto de Australia 1991, donde venció a Kelly Evernden en cuatro sets. Su mejor actuación en un torneo individual durante su tiempo en el ATP Tour fue en el Campeonato Continental de 1990 en los Países Bajos. Llegó a los cuartos de final y en el camino derrotó al número 38 del mundo Paul Haarhuis.
Tuvo más éxito en el circuito de dobles, con el punto culminante de su carrera siendo su victoria en el Abierto de Genova en 1990, con Pablo Albano. Anteriormente, Engel había sido semifinalista de dobles en el Tel Aviv en 1987, Båstad en 1989 y Basel en 1989. Alcanzó la segunda ronda del 1991 French Open, en pareja con Ola Jonsson, pero sería su única victoria en un partido de dobles de Grand Slam.

## Finales de carrera en ATP

### Dobles: 1 (1–0)
| Resultado | W-L | Fecha    | Torneo         | Superficie | Compañero    | Oponentes                | Puntuación |
| --------- | --- | -------- | -------------- | ---------- | ------------ | ------------------------ | ---------- |
| Victoria  | 1–0 | Sep 1990 | Ginebra, Suiza | Arcilla    | Pablo Albano | David Lewis Neil Borwick | 6–3, 7–6   |

## Títulos Challenger

### Individual: (2)
| N.º | Año  | Torneo              | Superficie | Oponente         | Puntuación    |
| --- | ---- | ------------------- | ---------- | ---------------- | ------------- |
| 1.  | 1989 | Helsinki, Finlandia | Carpeta    | Veli Paloheimo   | 4–6, 7–6, 6–1 |
| 2.  | 1993 | Hong Kong           | Dura       | Oliver Fernandez | 6–1, 1–0 ret  |

### Dobles: (5)
| N.º | Año  | Torneo             | Superficie | Compañero        | Oponentes                            | Puntuación    |
| --- | ---- | ------------------ | ---------- | ---------------- | ------------------------------------ | ------------- |
| 1.  | 1987 | Tampere, Finlandia | Arcilla    | Des Tyson        | Christer Allgårdh George Kalovelonis | 6–3, 3–6, 6–3 |
| 2.  | 1989 | Pescara, Italia    | Arcilla    | Fredrik Nilsson  | Nicklas Kulti Magnus Larsson         | 6–2, 4–6, 7–6 |
| 3.  | 1991 | Salzburg, Austria  | Arcilla    | Johan Carlsson   | Bruce Derlin Martin Sinner           | 7–6, 6–2      |
| 4.  | 1993 | Tampere, Finlandia | Arcilla    | Nicklas Utgren   | Saša Hiršzon Christian Ruud          | 6–4, 7–5      |
| 5.  | 1994 | Aachen, Alemania   | Carpeta    | Ola Kristiansson | Wayne Arthurs Brent Larkham          | 6–4, 6–4      |